# Eucalyptus viridis
Eucalyptus viridis là một loài thực vật có hoa trong Họ Đào kim nương. Loài này được F.Muell. ex R.T.Baker mô tả khoa học đầu tiên năm 1900.

## Hình ảnh

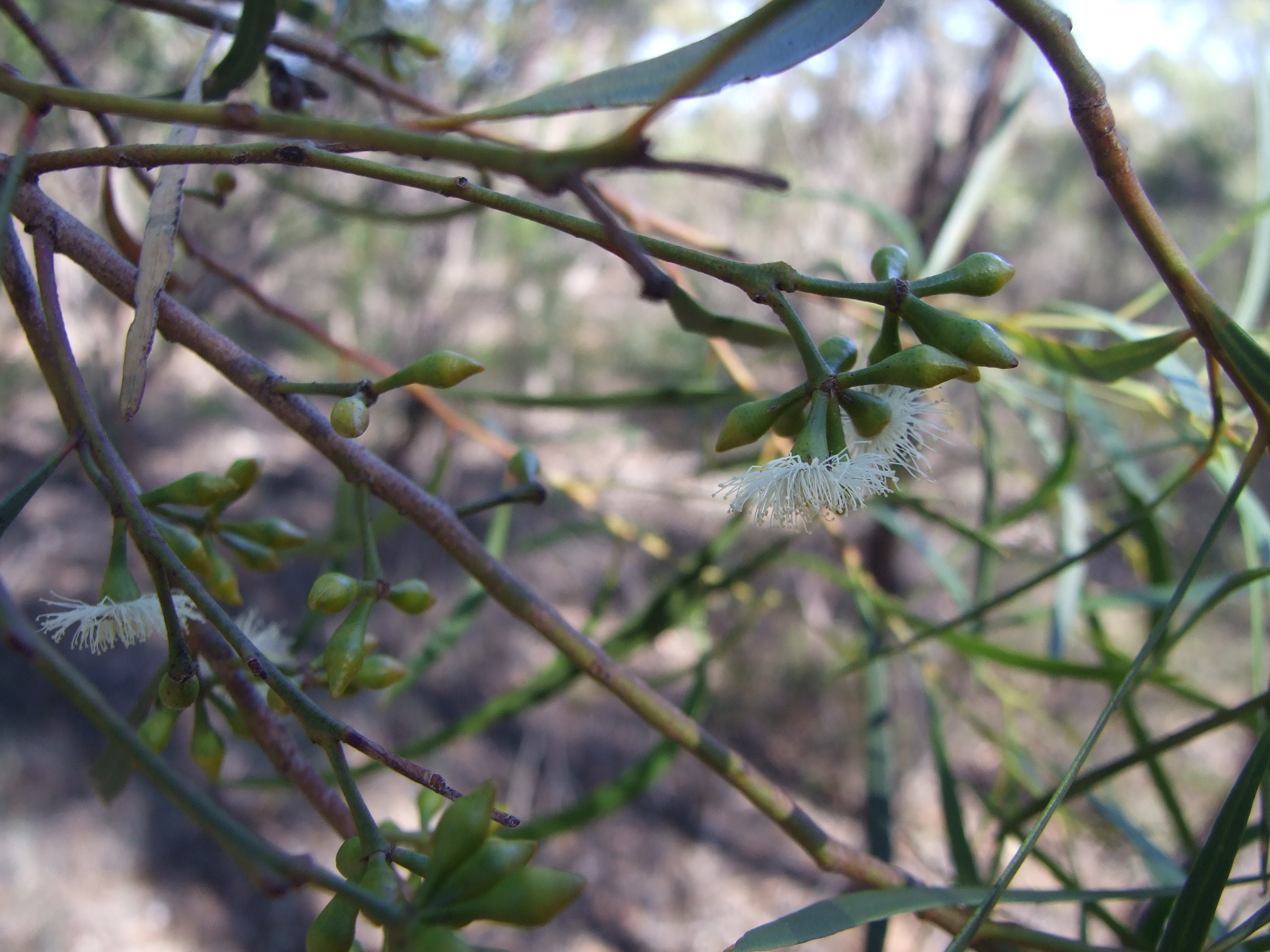